# Circuit de Lorraine 2007
Il Circuit de Lorraine 2007, quarantasettesima edizione della corsa, si svolse dal 23 al 27 maggio su un percorso di 833 km ripartiti in 5 tappe, con partenza a Thionville e arrivo a Hayange. Fu vinto dal tedesco Jörg Jaksche della Tinkoff Credit Systems davanti all'olandese Martijn Maaskant e allo spagnolo Eduardo Gonzalo.

## Tappe
| Tappa  | Data      | Percorso             | km    | Vincitore di tappa | Leader cl. generale |
| ------ | --------- | -------------------- | ----- | ------------------ | ------------------- |
| 1ª     | 23 maggio | Thionville > Longwy  | 152,2 | Ludovic Turpin     | Ludovic Turpin      |
| 2ª     | 24 maggio | Briey > Commercy     | 159,6 | Matteo Priamo      | Ludovic Turpin      |
| 3ª     | 25 maggio | Nomény > Épinal      | 198,9 | Ruggero Marzoli    | Matteo Priamo       |
| 4ª     | 26 maggio | Rombas > Bettembourg | 163,3 | Martijn Maaskant   | Ludovic Turpin      |
| 5ª     | 27 maggio | Metz > Hayange       | 159,8 | Jörg Jaksche       | Jörg Jaksche        |
| Totale | Totale    | Totale               | 833   |                    |                     |

## Dettagli delle tappe

### 1ª tappa
- 23 maggio: Thionville > Longwy – 152,2 km

| Pos. | Corridore            | Squadra | Tempo    |
| ---- | -------------------- | ------- | -------- |
| 1    | Ludovic Turpin       | AG2R    | 3h34'49" |
| 2    | Tiziano Dall'Antonia | Panaria | s.t.     |
| 3    | Daniele Pietropolli  | Tenax   | s.t.     |

| Pos. | Corridore            | Squadra | Tempo    |
| ---- | -------------------- | ------- | -------- |
| 1    | Ludovic Turpin       | AG2R    | 3h34'39" |
| 2    | Tiziano Dall'Antonia | Panaria | a 4"     |
| 3    | Daniele Pietropolli  | Tenax   | a 6"     |

### 2ª tappa
- 24 maggio: Briey > Commercy – 159,6 km

| Pos. | Corridore          | Squadra   | Tempo    |
| ---- | ------------------ | --------- | -------- |
| 1    | Matteo Priamo      | Panaria   | 3h32'47" |
| 2    | Stefan van Dijk    | Wiesenhof | s.t.     |
| 3    | Jean-Patrick Nazon | AG2R      | s.t.     |

| Pos. | Corridore            | Squadra | Tempo    |
| ---- | -------------------- | ------- | -------- |
| 1    | Ludovic Turpin       | AG2R    | 7h07'26" |
| 2    | Matteo Priamo        | Panaria | s.t.     |
| 3    | Tiziano Dall'Antonia | Panaria | a 4"     |

### 3ª tappa
- 25 maggio: Nomény > Épinal – 198,9 km

| Pos. | Corridore          | Squadra | Tempo    |
| ---- | ------------------ | ------- | -------- |
| 1    | Ruggero Marzoli    | Tinkoff | 5h03'37" |
| 2    | Philippe Gilbert   | FDJ     | s.t.     |
| 3    | Roberto Traficante | LPR     | s.t.     |

| Pos. | Corridore       | Squadra | Tempo     |
| ---- | --------------- | ------- | --------- |
| 1    | Matteo Priamo   | Panaria | 12h11'00" |
| 2    | Ludovic Turpin  | AG2R    | a 3"      |
| 3    | Ruggero Marzoli | Tinkoff | s.t.      |

### 4ª tappa
- 26 maggio: Rombas > Bettembourg – 163,3 km

| Pos. | Corridore        | Squadra     | Tempo    |
| ---- | ---------------- | ----------- | -------- |
| 1    | Martijn Maaskant | Rabobank C. | 3h30'37" |
| 2    | Hannes Blank     | Differdange | s.t.     |
| 3    | Ludovic Turpin   | AG2R        | s.t.     |

| Pos. | Corridore       | Squadra | Tempo     |
| ---- | --------------- | ------- | --------- |
| 1    | Ludovic Turpin  | AG2R    | 15h41'36" |
| 2    | Matteo Priamo   | Panaria | a 11"     |
| 3    | Ruggero Marzoli | Tinkoff | a 14"     |

### 5ª tappa
- 27 maggio: Metz > Hayange – 159,8 km

| Pos. | Corridore        | Squadra   | Tempo    |
| ---- | ---------------- | --------- | -------- |
| 1    | Jörg Jaksche     | Tinkoff   | 3h30'15" |
| 2    | Eduardo Gonzalo  | Agritubel | a 52"    |
| 3    | Gabriele Bosisio | Tenax     | s.t.     |

| Pos. | Corridore        | Squadra     | Tempo     |
| ---- | ---------------- | ----------- | --------- |
| 1    | Jörg Jaksche     | Tinkoff     | 19h12'04" |
| 2    | Martijn Maaskant | Rabobank C. | a 1'02"   |
| 3    | Eduardo Gonzalo  | Agritubel   | a 1'16"   |

## Classifiche finali

### Classifica generale
| Pos. | Corridore           | Squadra     | Tempo     |
| ---- | ------------------- | ----------- | --------- |
| 1    | Jörg Jaksche        | Tinkoff     | 19h12'04" |
| 2    | Martijn Maaskant    | Rabobank C. | a 1'02"   |
| 3    | Eduardo Gonzalo     | Agritubel   | a 1'16"   |
| 4    | Gabriele Bosisio    | Tenax       | a 1'18"   |
| 5    | Ludovic Turpin      | AG2R        | a 1'22"   |
| 6    | Alessandro Bertuola | Tenax       | s.t.      |
| 7    | Donato Cannone      | OTC Doors   | s.t.      |
| 8    | Charles Guilbert    | Bretagne    | s.t.      |
| 9    | Yann Huguet         | Cofidis     | s.t.      |
| 10   | Matteo Priamo       | Panaria     | a 1'33"   |